# Фронтальний агрегат

Схеми фронтальних агрегатів.JPG

Фронтальний агрегат.JPG

Агрега́т фронта́́льний (рос. агрегат фронтальный, англ. frontal unit, нім. Frontaggregat n) — комплекс конструктивно і кінематично об’єднаних гірничих машин і механізмів, що здійснюють виймання пластових корисних копалин у напрямку фронтальної площини очисного вибою. Різновид очисного агрегату. 
Приклад реалізації — агрегат для виїмки вугілля. 
Складається з виймальних машин, засобів доставки вугілля, механізмів секційного кріплення (секції пересуваються групами в шаховому порядку), ін. обладнання, що забезпечує безперервне, автоматичне і одночасне виймання корисної копалини, кріплення робочого простору очисного вибою і управління покрівлею. За видом виймальних машин А.ф. поділяються на чотири осн. групи: перша — 
Агрегат фронтальний з каретками з різцями та скребками, що безперервно рухаються в одному напрямку (кільцеві струги та конвеєр-струги); друга — зі стругами поступально-обертового руху; третя — з комбайнами; четверта — з відбійними барабанами, що гойдаються. 
Основні переваги агрегату фронтального у порівнянні з очисними механізованими комплексами: відсутність допоміжних операцій на кінцях лави, більша продуктивність та високий рівень автоматизації.
Недоліки: складність підтримки руху по контакту вугілля-порода, менша маневреність.
Застосовується переважно при розробці крутих пластів, зокрема у центральному районі Донбасу (агрегати типу АЩ, АПМ, АНЩ). На горизонтальних та похилих пластах використовується агрегат АКЗ.